# Musca chrysostoma
Musca chrysostoma är en tvåvingeart som först beskrevs av Lichtenstein 1796.  Musca chrysostoma ingår i släktet Musca, ordningen tvåvingar, klassen egentliga insekter, fylumet leddjur och riket djur.
Artens utbredningsområde är Egypten. Inga underarter finns listade i Catalogue of Life.